# Elliðaár

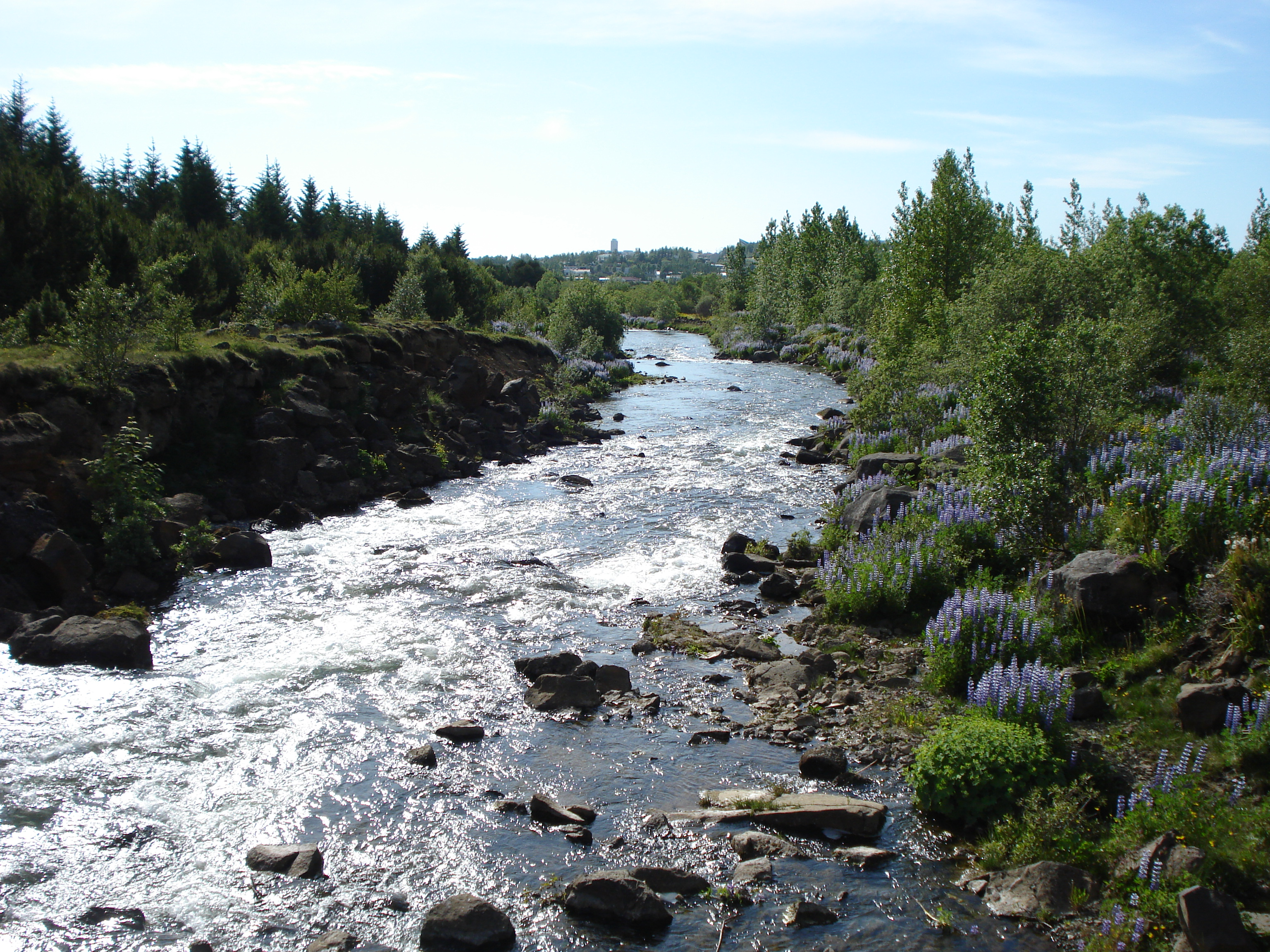
Elliðaár próximo a Reykjavík

Elliðaár ou Ellidaár (transliterado para português) é um rio localizado na região de Reykjavík, no sudoeste da Islândia.

Atravessa a parte oriental da cidade de Reiquiavique.

É conhecido pela sua riqueza em salmão e pela sua central hidroelétrica construída em 1921.